# Das große Buch vom Schlaf
Das große Buch vom Schlaf (Originaltitel: Why We Sleep: The New Science of Sleep and Dreams) ist ein populärwissenschaftliches Buch des US-amerikanischen Neurowissenschaftlers und Schlafforschers Matthew Walker über den Schlaf.
Walker ist Professor für Neurowissenschaften und Psychologie und Direktor des Center for Human Sleep Science an der University of California, Berkeley. Er verbrachte vier Jahre mit dem Schreiben des Buches, in dem er behauptet, dass Schlafentzug mit zahlreichen tödlichen Krankheiten, einschließlich Demenz, in Verbindung steht. Das Buch wurde ein internationaler Bestseller.

## Kritik
Das große Buch vom Schlaf wurde von Alexey Guzey, einem unabhängigen Forscher mit wirtschaftswissenschaftlichem Hintergrund, in einem Essay mit dem Titel Matthew Walker's "Why We Sleep" Is Riddled with Scientific and Factual Errors kritisiert.
Andrew Gelman, ein Statistiker an der Columbia University, wies in seinem Artikel darauf hin, dass Walker in einem Balkendiagramm einen Balken wegließ, und kommentierte, dass dies in den Bereich des „wissenschaftlichen Fehlverhaltens“ falle.